# Přísaha v míčovně

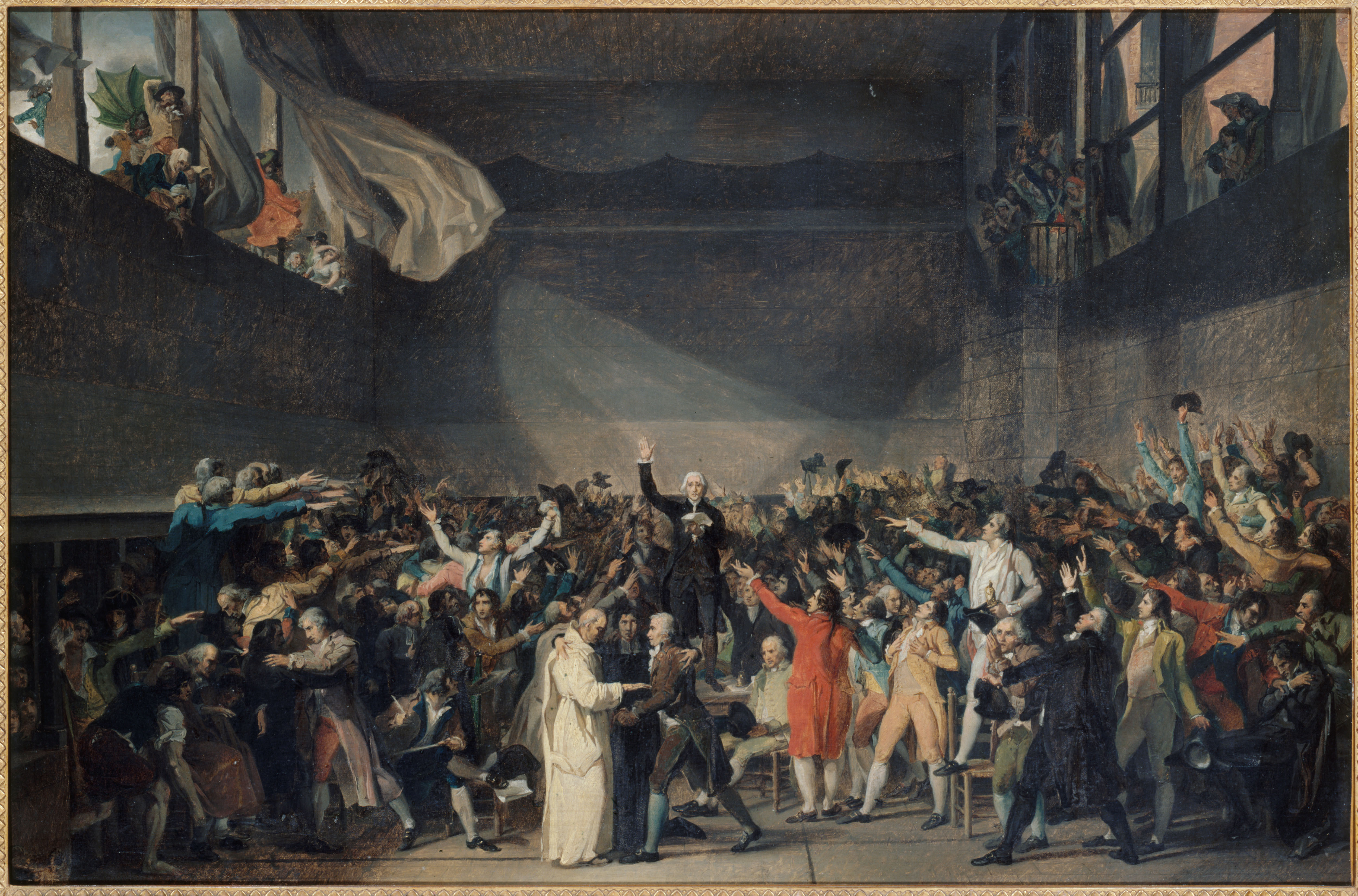
Jacques-Louis David: Přísaha v míčovně, Musée Carnavalet

Přísaha v míčovně (francouzsky Serment du Jeu de paume) je ve francouzských dějinách označení pro jednání zástupců třetího stavu v generálních stavech, kteří dne 20. června 1789 přísahali ve Versailles, že se nerozejdou, dokud Francie nebude mít ústavu, a prohlásili se tak ústavodárným shromážděním. Přísaha se konala v provizorním zasedacím sále královské míčovny a byla jedním z rozhodujících okamžiků před vypuknutím Velké francouzské revoluce.

## Kontext

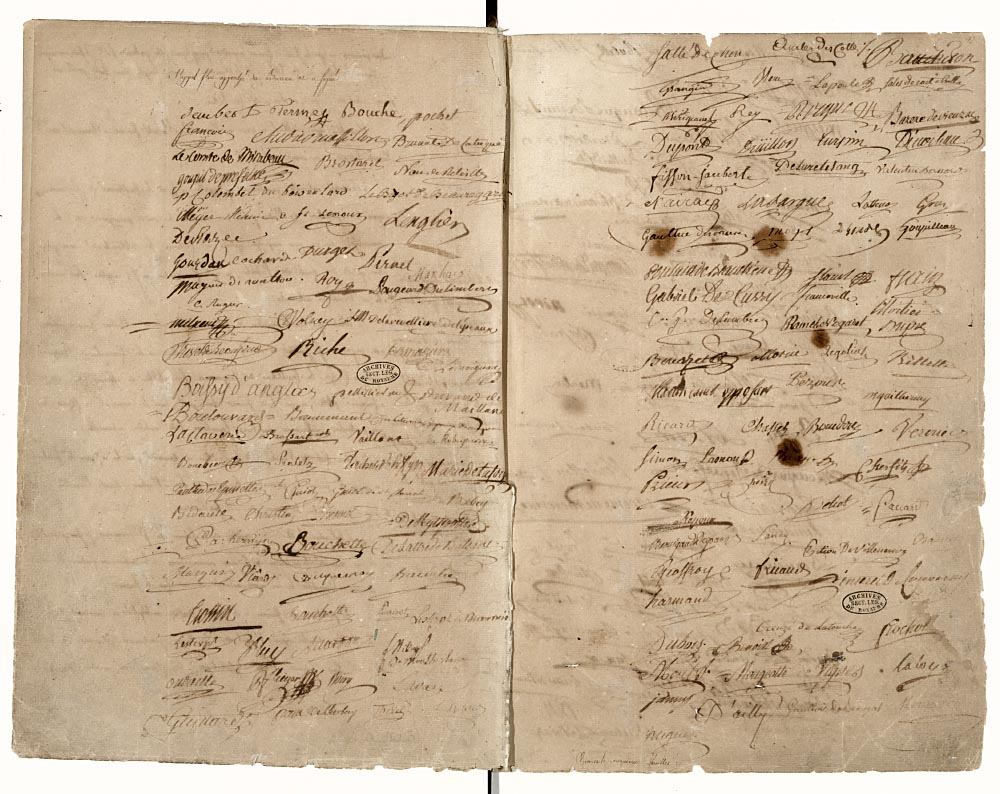

K vyřešení těžké finanční krize, ve které se Francie v 18. století nacházela, svolal francouzský král Ludvík XVI. na radu svého ministra financí Jacquese Neckera generální stavy, které se sešly v květnu 1789 poprvé po 175 letech.
Třetímu stavu, který reprezentoval 98 % obyvatel Francie, byl sice na základě jeho rostoucího hospodářského významu zdvojnásoben počet zástupců v generálních stavech, ale nebylo rozhodnuto, jestli budou generální stavy hlasovat podle stavů nebo podle jednotlivých poslanců. V prvním případě měla zajištěna většinu šlechta a duchovenstvo, ve druhém případě mohlo měšťanstvo doufat, že část šlechty a obzvláště nejnižšího kléru se přidá na jeho stranu.
Když Ludvík XVI. hlasování podle počtu zástupců nepotvrdil, prohlásili se zástupci třetího stavu 17. června 1789 za Národní shromáždění zastupující celý francouzský národ. Aby král zabránil dalšímu jednání poslanců, rozhodl se uzavřít jednací sál na zámku Versailles. Jako záminku uvedl, že řemeslníci musejí připravit sál pro jednání všech tří stavů.

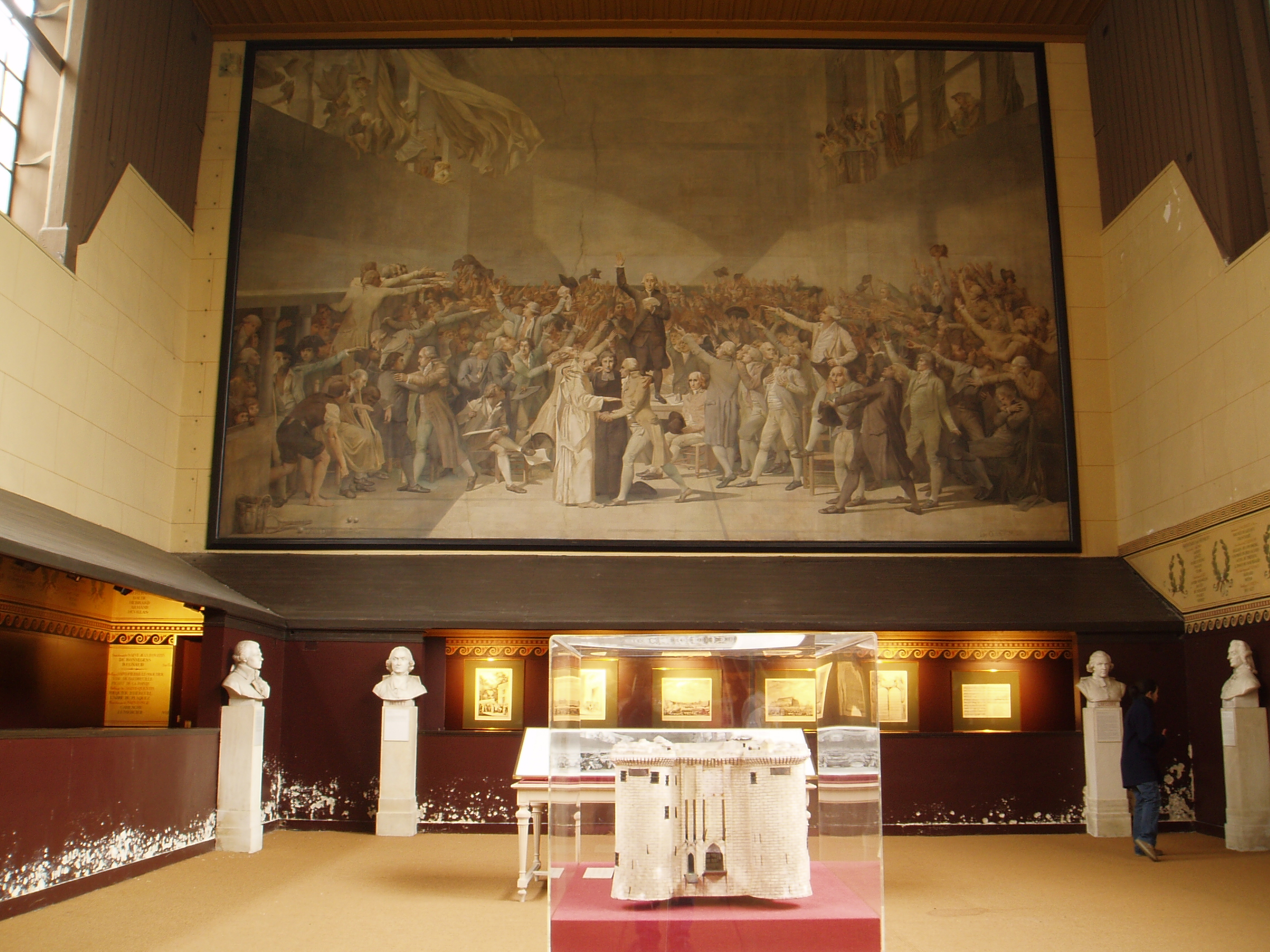
Sál míčovny

## Přísaha
Dne 20. června 1789 se členové Národního shromáždění, které doplnilo i několik zástupců kléru z prvního stavu, sešli v míčovně ve Versailles. Zde přísahali, že se nerozejdou, dokud nezajistí Francii ústavu a touto přísahou se prohlásili za ústavodárné shromáždění.
Král nakonec jejich tlaku podlehl a 27. června 1789 souhlasil, aby shromáždění jednalo jménem národa namísto generálních stavů. Tak vytvořili poslanci třetího stavu spolu s mnoha zástupci prvního a druhého stavu 9. července 1789 národní ústavodárné shromáždění, které již hlasovalo podle jednotlivých zástupců a nikoliv podle stavů.
Vzhledem k tomu, že král udělil následný souhlas pod tlakem, je přísaha v míčovně spolu s prohlášením ze 17. června druhým krokem, který vybočil z řádného rámce fungování dosavadní společnosti. Následné události vedly k revoluci a poté až ke svržení monarchie.